# Phania speculifrons
Phania speculifrons là một loài ruồi trong họ Tachinidae.